# Hans Goldschmidt
Hand Goldschmidt (Berlim, 18 de janeiro de 1861 — Baden-Baden, 21 de maio de 1923), de seu nome completo Johannes (Hans) Wilhelm Goldschmidt, foi um químico e metalurgista, inventor da termite.

## Biografia
Hand Goldschmidt nasceu em Berlim, filho de Theodor Goldschmidt, fundador e director da empresa de química industrial Chemische Fabrik Th. Goldschmidt (que daria origem ao actual conglomerado Degussa). Como o seu irmão mais velho Karl Goldschmidt, estudou química na Universidade de Berlim, tendo como mestre Robert Bunsen.
Em 1888 assumiu, com o seu irmão, a direcção da empresa paterna, a Chemische Fabrik Th. Goldschmidt., e iniciou uma carreira em metalurgia que o levaria, e à sua firma, ao desenvolvimento de diversas ligas e tecnologias de preparação de metais. Entre as suas invenções ganharam notoriedade a co-descoberta da amálgama de sódio e o desenvolvimento da metodologia de produção e uso da termite.
A reacção da termite é uma reacção aluminotérmica produzida quando o alumínio na forma metálica é oxidado pelo óxido de outro metal, em geral um óxido de ferro. A reacção, extremamente exotérmica, é usada para soldadura de metais de elevado ponto de fusão e para a construção e engenhos incendiários e de munições destinadas a penetrar armadura, em particular para destruir super-estruturas navais em alumínio e aviões. A reacção aluminotérmica é por vezes denominada Reacção de Goldschmidt ou Processo de Goldschmidt por ter sido por ele inventado em 1893, patenteado em 1895 e descrito cientificamente num artigo publicado em 1898. A técnica da termite mantém-se ainda como a forma padrão de soldadura de elevada resistência, sendo usada extensamente na construção de ferrovias.
Sepultado nos Friedhöfe vor dem Halleschen Tor em Berlim.